# Pelidnota versicolor
Pelidnota versicolor är en skalbaggsart som beskrevs av Gustaf Johan Billberg 1820. Pelidnota versicolor ingår i släktet Pelidnota och familjen Rutelidae. Inga underarter finns listade i Catalogue of Life.